# Ducati SuperSport
La Ducati SuperSport è una motocicletta sportiva prodotta dalla casa motociclistica italiana Ducati a partire dal 2017, riprendendo la denominazione del modello Ducati Supersport prodotto dal 1988 al 2007.

## Il contesto
Il modello definitivo è stato presentato all'Intermot nell'ottobre 2016 è entrato in produzione nel 2017; la prima denominazione è stata quella di SuperSport 939, moto dal carattere sportivo unito al comfort, nata per congiungere il segmento delle sportive Panigale e le stradali Monster. Cuore del progetto è bicilindrico Testastretta 11° da 937 cm³ portato ad erogare 113 cavalli con il picco di coppia di 96.7 Nm a 6500 giri a fronte dei 184 kg della moto a secco. 
Come da tradizione dei nuovi modelli Ducati il motore è elemento strutturale del telaio con il forcellone monobraccio in alluminio pressofuso, forcella anteriore Marzocchi con steli da 43 mm, mono-ammortizzatore posteriore Sachs, impianto frenante a cura di Brembo, comando del gas Ride-By-Wire, ABS e tre differenti Riding Mode.
La versione "S" presenta il cambio elettronico digitale Ducati Quick Shift (DQS), sospensioni Öhlins completamente regolabili davanti e dietro, parti in carbonio e manopole riscaldate come optional.
Nel 2021 viene aggiornata ad Euro5 e rinominata SuperSport 950. Presenta un nuovo schermo LCD, un'elettronica migliorata e una rivisitazione dell'estetica sulla linea della V4.